# Нгуен Нгок Тхо
Нгуен Нгок Тхо (вьет. Nguyễn Ngọc Thơ; 26 мая 1908, провинция Лонгсюен, Французский Индокитай — 1976, Сайгон) — государственный и политический деятель Республики Вьетнам (Южный Вьетнам), премьер-министр Южного Вьетнама (1963—1964).

## Биография
Родился в семье богатого землевладельца. Он начал свою карьеру в 1930 г. в администрации провинции Лонгсюе́н. После Второй мировой войны он был назначен министром внутренних дел в лояльном Франции вьетнамском марионеточном государстве во главе с императором Бао Даем. После разделения страны и провозглашения Республики Вьетнам — был назначен первым её послом в Японии. И хотя большую часть своей дипломатической миссии из-за сломанного бедра он провел в основном в постели, ему удалось добиться получения репараций от Японии за период оккупации его страны во время Второй мировой войны.
В мае 1956 г. он был отозван в Сайгон и был назначен на должность государственного секретаря по вопросам экономики, в ноябре 1956 г. с целью популяризации прокатолического режима Нго Динь Зьема среди буддистского населения он назначен вице-президентом. Однако, несмотря на столь высокий пост, он не имел никаких рычагов реального влияния на ситуацию в стране. Жена брата президента однажды приказала своему телохранителю ударить Тхо, посчитав, что тот проявил к её особе слишком мало уважения. Зоной ответственности вице-президента являлась аграрная реформа Южного Вьетнама, однако будучи крупным землевладельцем он не проявлял инициативы в её осуществлении.
Хотя сам Тхо был буддистом, он поддержал силовые антибуддистские действия католического правительства Зьема. В частности, заявив, что здесь было явление Девы Марии, он распорядился построить на месте буддистской пагоды в деревне Ла Ванг католический храм, перечислив на этот проект значительную часть личных средств. После того, как правительственные войска убили восьмерых буддистов комиссия во главе с Тхо посчитала, что это было сделано силами коммунистического Вьетконга, хотя все свидетели говорили об обратном. Он отказался осудить слова жены брата президента Зьема о самосожжении буддистского монаха Тхить Куанг Дыка, назвавшую это событие «барбекю», оценив это высказывание как «личное мнение госпожи Ню».
Тхо установил тесные связи с американским посольством, встречался с участниками миссии Макнамары — Тейлора и рассматривался как один из приоритетных кандидатов в случае устранения непопулярного президента Зьема. После того как тот в результате военного переворота 1963 г. был смещен и убит, Тхо стал первым премьер-министром Республики Вьетнам, совмещая эту должность с постами министров финансов и экономики. Однако деятельность правительства была фактически парализована, поскольку каждый из 12 членов военного Военного революционного Совета обладал правом вето на принимаемые решения. Отсутствие у правительства внятной стратегии и постоянное противодействие военных быстро привело к кризису, в 1964 г. в Южном Вьетнаме произошел бескровный переворот во главе с генералом Нгуен Кханем. Военный революционный совет был распущен, а правительство отправлено в отставку, Нгуен Нгок Тхо, разбогатевший на премьерском посту, принимает решение уйти из политики.